# Торезький трамвай
Торезький (Чистяковський) трамвай — трамвайна система, яку планувалося спорудити у місті Чистякове на межі 1940-50-х років 20 століття.

## Історія
1949 року було розроблено проєкт будівництва трамвайної лінії протяжністю 11 км у місті Чисяткове. Лінія мала сполучати залізничну станцію та центр міста із селищем шахти «Червона Зірка».
У зв'язку із тим, що комбінат «Донбасантрацит» не виділив кошти для будівництва, трамвайну лінію не було споруджено.
До ідеї влаштувати у місті електричний транспорт (цього разу йшлося про тролейбус) повернулися лише у 1978-1980 рр., однак він також не був втілений.